# Rafael Escobedo Alday
Rafael Escobedo Alday (Madrid, 3 de gener de 1954 - Penal del Dueso, Cantàbria, 27 de juliol de 1988) va ser, segons sentència del Tribunal Suprem d'Espanya, un assassí espanyol, únic condemnat pel denominat Crim dels Marquesos d'Urquijo.

## Biografia
Membre d'una família acomodada, sent fill de Miguel Escobedo Gómez-Martín i Ofelia Alday Mazorra. Va abandonar els seus estudis de Dret, i es va casar el 21 de juny de 1978, amb Myriam de la Sierra y Urquijo, filla dels marquesos d'Urquijo. El pare de la núvia havia manifestat la seva oposició a la boda. Després de conviure en el xalet dels sogres a Somosaguas durant un temps, el matrimoni es trasllada a viure al carrer Orense de Madrid. Pocs mesos després, Myriam de la Sierra y Urquijo presentava una sol·licitud de nul·litat eclesiàstica del matrimoni. S'havia unit sentimentalment al ciutadà estatunidenc Richard Dennis Drew (àlies Dick, el Americano) a mitjan 1979.

### Assassinat dels marquesos d'Urquijo
L'1 d'agost de 1980, els marquesos van ser assassinats a trets a la seva residència de Madrid. Escobedo era detingut com a autor del crim el 8 d'abril de 1981. Tres dies després ingressava a la presó de Carabanchel. Després de ser detingut, Escobedo va confessar la seva culpabilitat. No obstant això, durant el judici, es va retractar, apuntant Diego Herrera, administrador dels morts com a autor material del crim,en connivència amb Myriam i Juan de la Sierra y Urquijo.
El 8 de juliol de 1983 va ser condemnat per la Sala Tercera de l'Audiència Provincial de Madrid a 53 anys de presó més una indemnització de 20 milions de pessetes als fills de les víctimes, per la seva responsabilitat en concepte d'autor de dos delictes d'assassinat amb la concurrència de les circumstàncies agreujants de premeditació i nocturnitat, a la pena de 26 anys, 8 mesos i un dia de reclusió major per cadascun dels delictes. El seu advocat, José María Stampa Braun, va presentar recurs, però el Tribunal Suprem va confirmar la condemna el 10 de maig de 1984. El novembre de 1983 va recaure sentència de divorci amb Miriam de la Sierra. Escobedo va ingressar a penal del Dueso, a Cantàbria, el 6 de febrer de 1985. Després d'una vaga de fam i dos intents de suïcidi —el primer el 10 de març de 1987, amb talls al seu canell esquerre, i el segon a mitjan juliol de 1988, després d'injectar-se una sobredosi d'heroïna—, Rafael Escobedo es va penjar a la seva cel·la amb uns trossos de llençol lligats als barrots de la finestra. Tan sols 14 dies abans de la seva mort es va emetre una entrevista concedida al periodista Jesús Quintero pel programa El perro verde, de Televisió espanyola, i en la que Escobedo —després d'insistir en la seva innocència— va confessar que "No em queden ànims per a seguir... Ja he arribat al final".

## Escobedo al cinema i televisió
El 1991 es va rodar una pel·lícula sobre el succés, titulada Solo o en compañía de otros, en la qual l'actor Juan Ribó va interpretar a Raúl Cisneros, personatge basat en Rafael Escobedo, ja que en la pel·lícula es van utilitzar noms diferents.
En 2009 va ser Félix Gómez qui va assumir el paper d'Escobedo per a la versió televisiva de la història en la sèrie La huella del crimen, al capítol "El crimen de los marqueses de Urquijo".